# Hans Heinemann
Hans Heinemann (nascido em 14 de agosto de 1940) é um ex-ciclista suíço. Competiu nos Jogos Olímpicos de Verão de 1960 na perseguição por equipes de 4 km em pista. Na estrada, terminou individualmente na 63ª posição.